# کانتربری، نیو ساوت ولز
کانتربری (به انگلیسی: Canterbury) یک حومه شهر در استرالیا است که در City of Canterbury واقع شده‌است.